# Peugeot Type 174
Pour les articles homonymes, voir Peugeot.
La Peugeot Type 174 est une voiture du constructeur automobile Peugeot, présentée au salon de l'automobile de  Paris 1922, et construite à 810 exemplaires jusqu'en 1928.

## Historique
Cette voiture d'entre-deux-guerres est construite dans les usines Peugeot d'Issy-les-Moulineaux, et motorisée par un moteur 4 cylindres en ligne sans soupapes à chemises coulissantes (de type Knight engine (en)) de 3,8 L de cylindrée pour 75 ch (ou 85 ch en version sport),,.

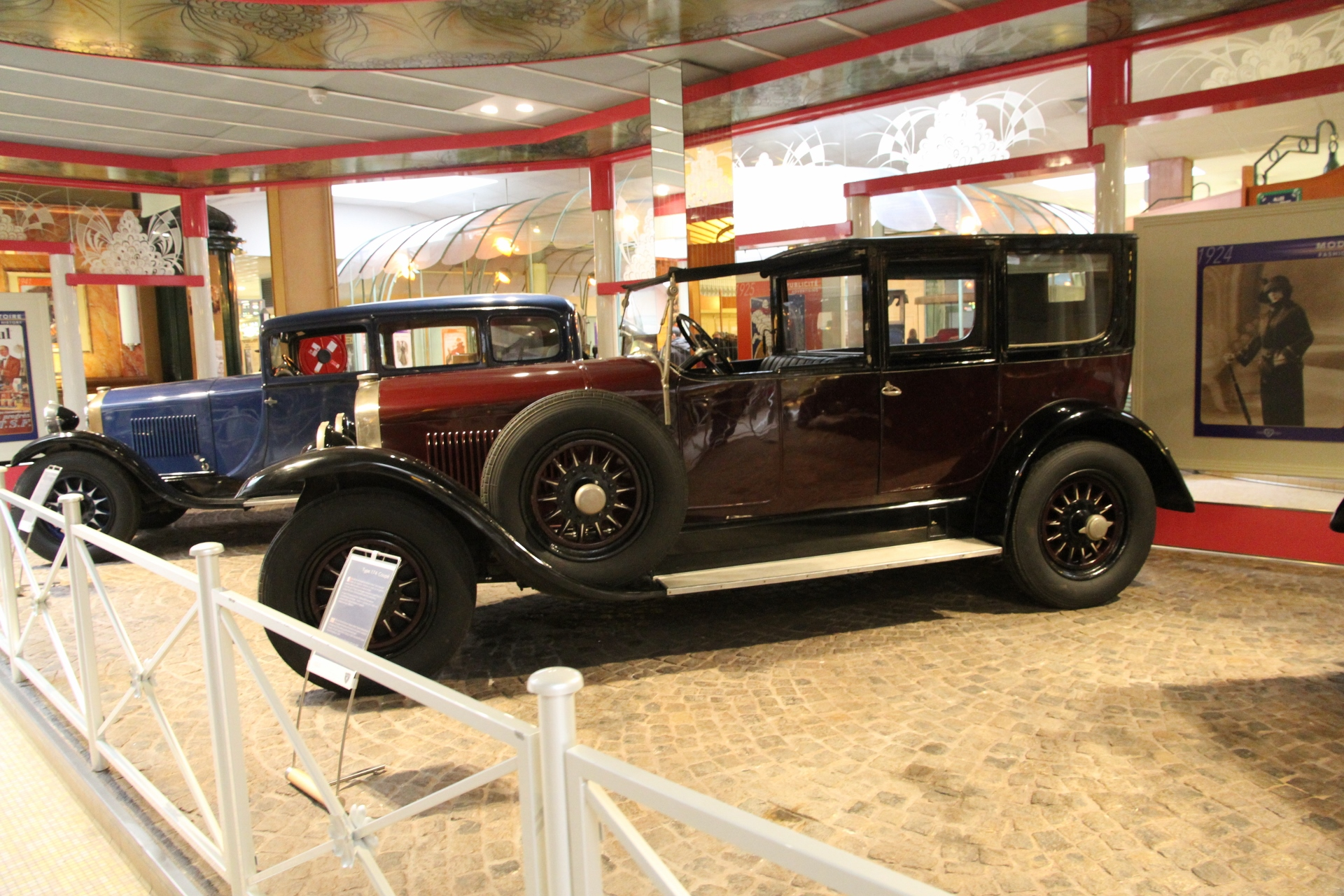
Berline et coupé-chauffeur, du musée de l'Aventure Peugeot
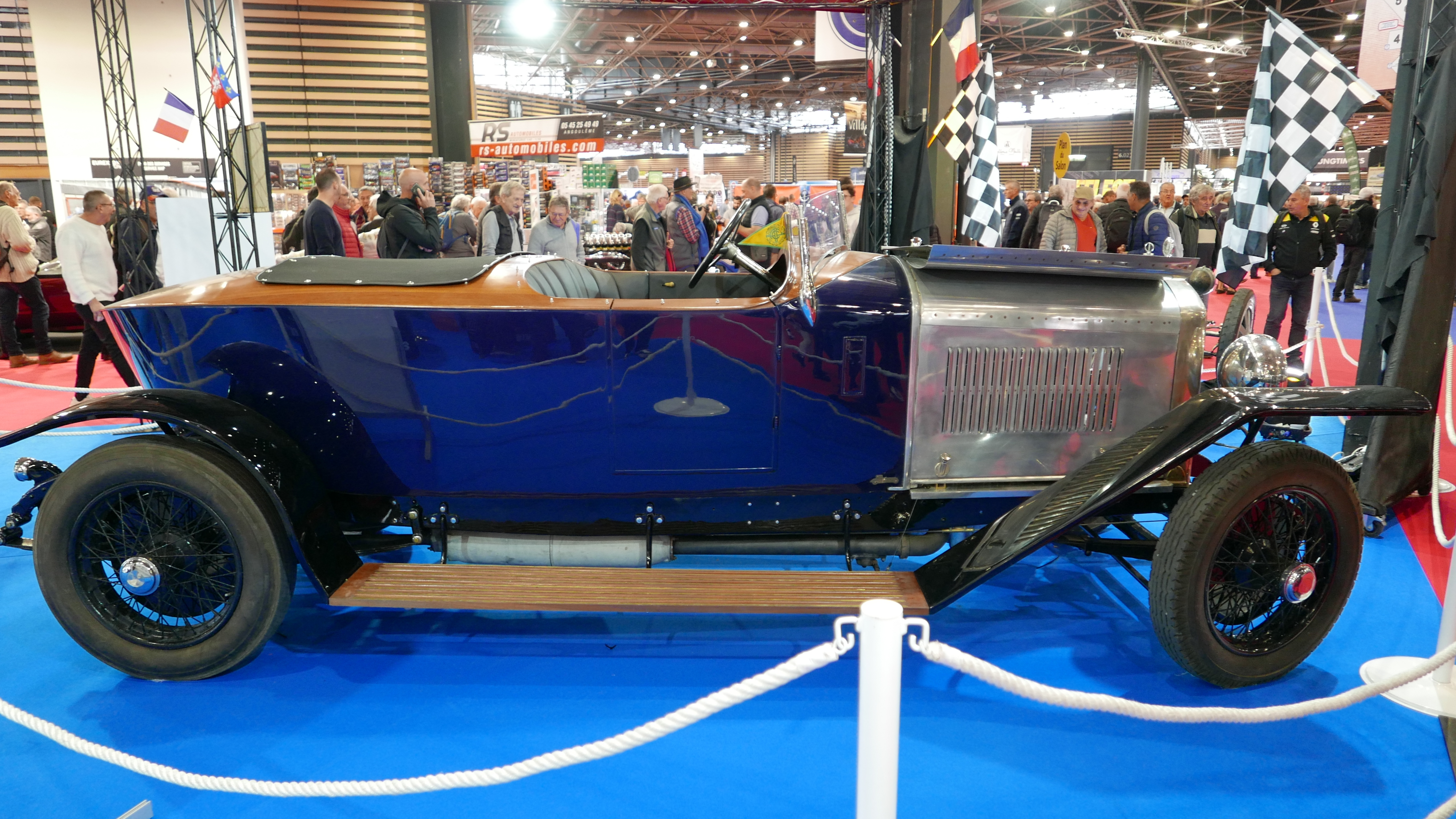
Version Skiff Labourdette
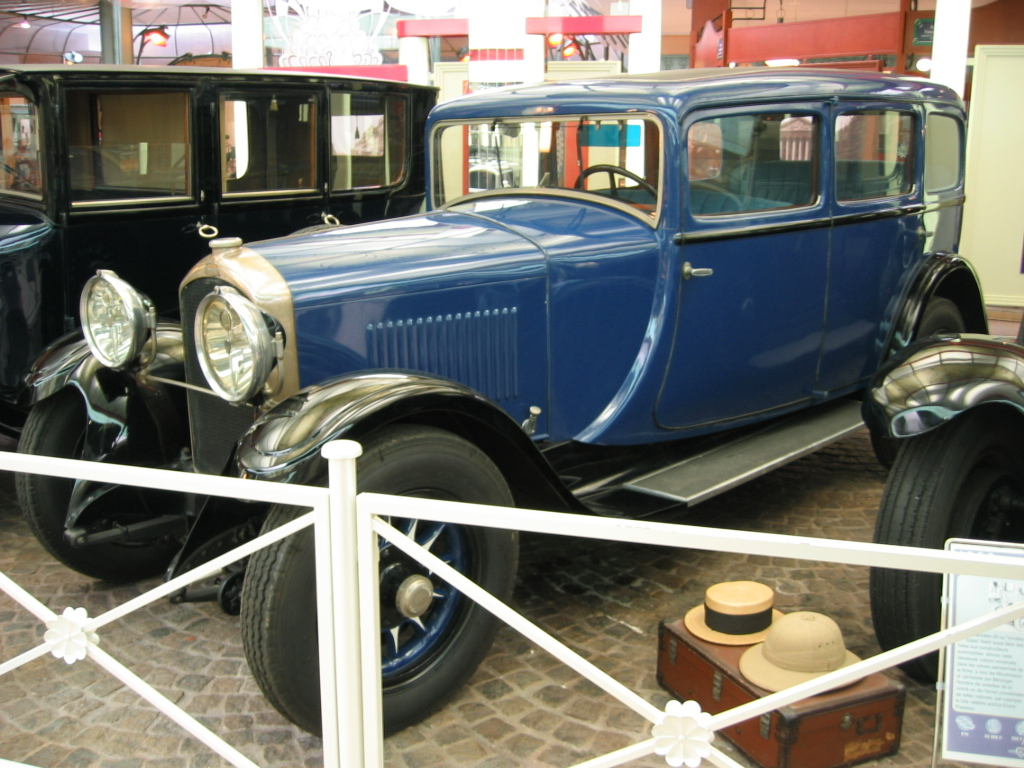
Berline du musée de l'Aventure Peugeot

Les châssis-moteurs peuvent être carrossés par Peugeot ou par des carrossiers indépendants, dont Jean Henri-Labourdette.    

## Compétition et palmarès partiel
La version Peugeot Type 174 S (Sport) de 85 ch remporte quelques victoires, en particulier avec le pilote Peugeot André Boillot, dont : 
- 1922 : Victoire de la Coppa Florio, avec André Boillot[4].
- 1923-24 : Victoire des Grand Prix automobile de France 1923 et 1924 catégorie « Tourisme » avec André Boillot (pour un triplé de la marque), puis avec Christian Dauvergne.
- 1925 : Victoire de la Coppa Florio, avec André Boillot.
- 1926 : 24 Heures du Mans 1926 : 2 voitures engagées pour 2 abandons.
- 1926 : Victoire des 24 Heures de Spa, avec André Boillot.
- 1928 : Victoire des 12 Heures de Saint-Sébastien, avec André Boillot.
- 1929 : 2e du Grand Prix automobile de France 1929, avec André Boillot.
- 1930 : 3e et 4e du Grand Prix automobile de Saint-Sébastien 1930.
- 1931 : 6e du Grand Prix automobile de Monaco 1931

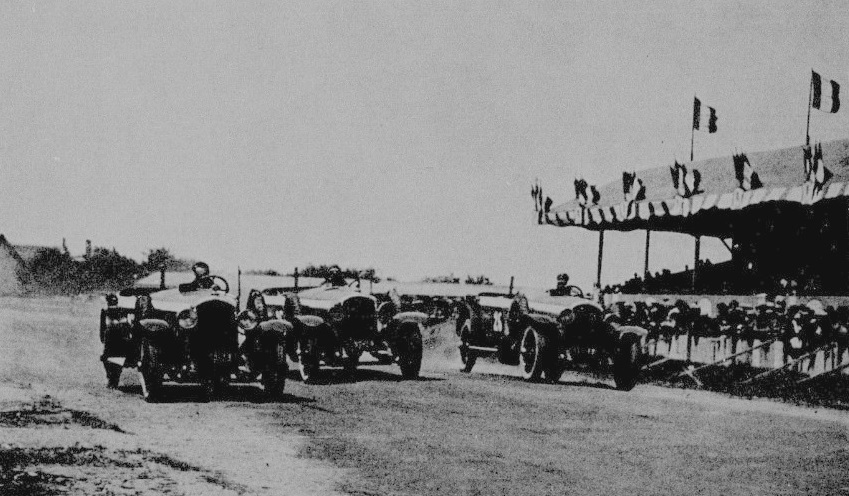
Triple victoire du Grand Prix automobile de France 1923 catégorie « Tourisme »
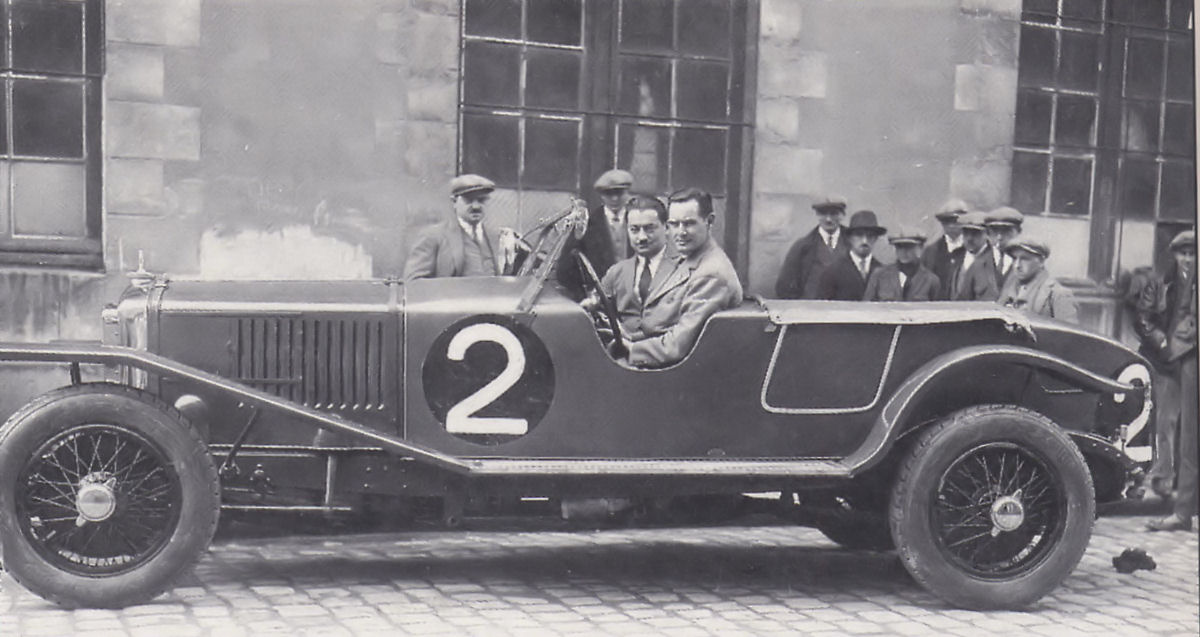
Peugeot 174 S aux 24 Heures du Mans 1926.
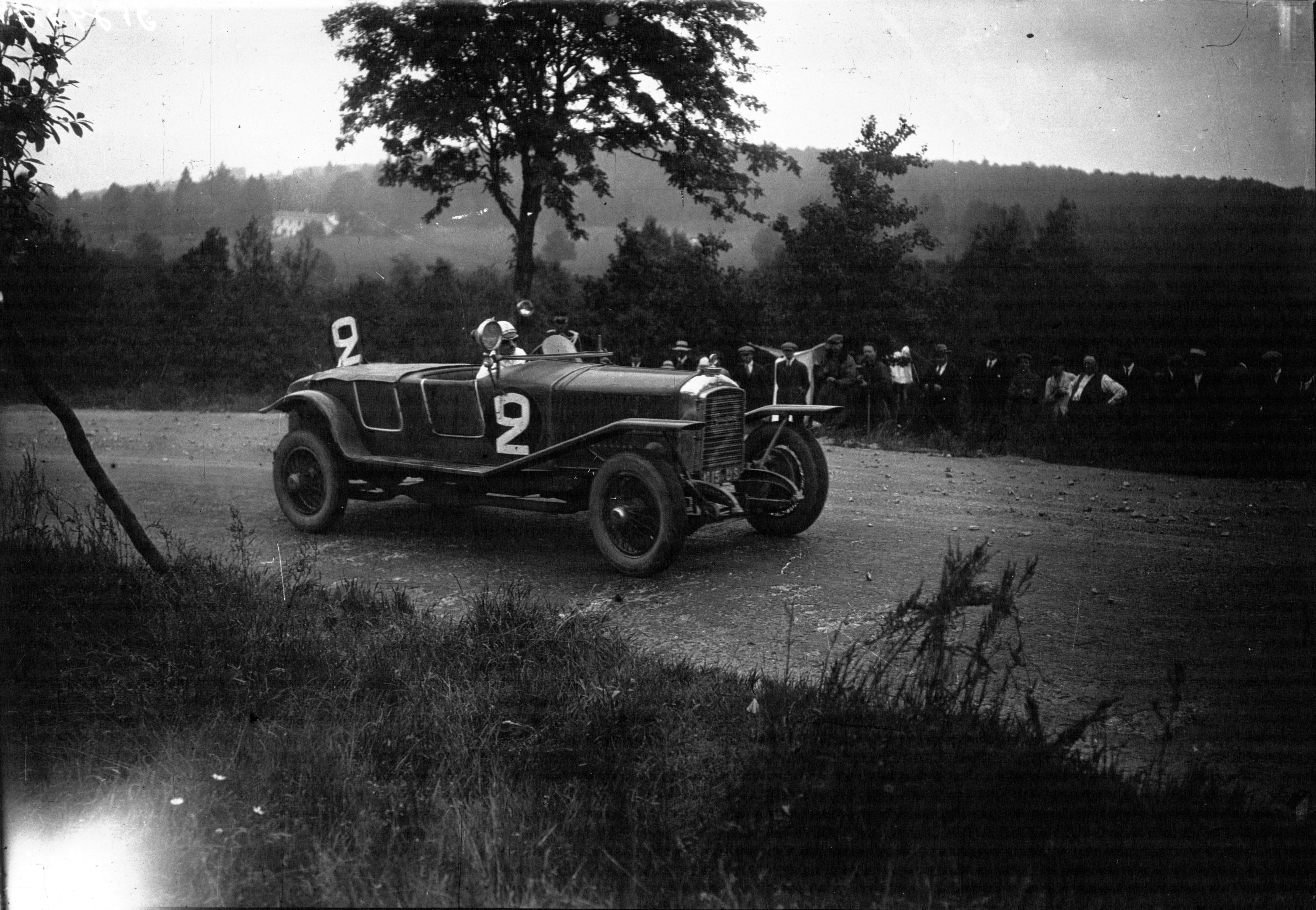
Victoire d'André Boillot aux 24 Heures de Spa 1926